# Mitchell Duke
Mitchell Duke (Liverpool, 1991. január 18. –) ausztrál válogatott labdarúgó, a japán Macsida Zelvia csatárja.

## Statisztika
| Válogatott | Év       | Pályára lépés | Gól |
| ---------- | -------- | ------------- | --- |
| Ausztrália | 2013     | 4             | 2   |
| Ausztrália | 2019     | 2             | 0   |
| Ausztrália | 2021     | 9             | 5   |
| Ausztrália | 2022     | 10            | 2   |
| Ausztrália | 2023     | 2             | 0   |
| Összesen   | Összesen | 27            | 9   |

#### Góljai a válogatottban
| # | Időpont              | Helyszín                                                  | Ellenfél  | Gólok | Eredmény | Kiírás                         |
| - | -------------------- | --------------------------------------------------------- | --------- | ----- | -------- | ------------------------------ |
| 1 | 2013. július 25.     | Hvaszong Stadion, Hvaszong, Dél-Korea                     | Japán     | 1–2   | 2–3      | 2013-as EAFF kelet-ázsiai kupa |
| 2 | 2013. július 28.     | Olimpiai Stadion, Szöul, Dél-Korea                        | Kína      | 3–4   | 3–4      | 2013-as EAFF kelet-ázsiai kupa |
| 3 | 2021. június 7.      | Jaber Al-Ahmad Stadion, Kuvaitváros, Kuvait               | Tajvan    | 4–0   | 5–1      | 2022-es VB-selejtező           |
| 4 | 2021. június 7.      | Jaber Al-Ahmad Stadion, Kuvaitváros, Kuvait               | Tajvan    | 5–1   | 5–1      | 2022-es VB-selejtező           |
| 5 | 2021. szeptember 2.  | Halífa Nemzetközi Stadion, Doha, Katar                    | Kína      | 3–0   | 3–0      | 2022-es VB-selejtező           |
| 6 | 2021. október 7.     | Halífa Nemzetközi Stadion, Doha, Katar                    | Omán      | 3–1   | 3–1      | 2022-es VB-selejtező           |
| 7 | 2021. november 16.   | Sardzsa Krikett Stadion, Sardzsa, Egyesült Arab Emírségek | Kína      | 1–0   | 1–1      | 2022-es VB-selejtező           |
| 8 | 2022. szeptember 25. | Eden Park, Auckland, Új-Zéland                            | Új-Zéland | 1–0   | 2–0      | Barátságos mérkőzés            |
| 9 | 2022. november 26.   | El-Dzsanúb Stadion, Al-Vakra, Katar                       | Tunézia   | 1–0   | 1–0      | 2022-es VB                     |